# Apalodium longisetum
Apalodium longisetum là một loài Rêu trong họ Bryaceae. Loài này được (Hampe) Mitt. mô tả khoa học đầu tiên năm 1885.